# Franz Wilhelm Anton Everken
Franz Wilhelm Anton Everken (* 24. Januar 1787 in Paderborn; † 18. März 1837 ebenda) war ein deutscher Kaufmann und Abgeordneter.
Everken, der katholischer Konfession war, war Kaufmann, Weinwirt und Weinhändler in Paderborn. Er war 1833 für den Wahlbezirk Paderborn und die Stadt Paderborn Abgeordneter auf dem Provinziallandtag der Provinz Westfalen. Sein Sohn Franz Heinrich Everken (* 10. Dezember 1811 in Paderborn; † 1. April 1869 ebenda) war ebenfalls Weinhändler in Paderborn. Seine Tochter Maria (* 2. November 1813 in Paderborn; † 30. November 1882 in Berlin) war die Ehefrau des Arztes Joseph Hermann Schmidt. Sein Enkel Karl Schmidt war Rechtshistoriker, sein Enkel Otto Schmidt war Richter und Reichstagsabgeordneter.